# Coryphothamnus
Coryphothamnus là một chi thực vật có hoa trong họ Thiến thảo (Rubiaceae).

## Loài
Chi Coryphothamnus gồm các loài: